# Kanada az 1998. évi téli olimpiai játékokon
Kanada a japán Naganóban megrendezett 1998. évi téli olimpiai játékok egyik részt vevő nemzete volt. Az országot az olimpián 12 sportágban 144 sportoló képviselte, akik összesen 15 érmet szereztek.

## Érmesek
| Érem  | Versenyző | Sportág                    | Versenyszám        |
| ----- | --- | -------------------------- | ------------------ |
| Arany | Pierre Lueders David MacEachern | Bob                        | Férfi kettes       |
| Arany | Jan Betker Atina Ford Marcia Gudereit Joan McCusker Sandra Schmirler | Curling                    | Női                |
| Arany | Catriona Le May Doan | Gyorskorcsolya             | Női 500 m          |
| Arany | Eric Bedard Derrick Campbell François Drolet Marc Gagnon | Rövidpályás gyorskorcsolya | Férfi 5000 m váltó |
| Arany | Annie Perreault | Rövidpályás gyorskorcsolya | Női 500 m          |
| Arany | Ross Rebagliati | Snowboard                  | Férfi giant slalom |
| Ezüst | Mike Harris Richard Hart George Karrys Collin Mitchell Paul Savage | Curling                    | Férfi              |
| Ezüst | Jeremy Wotherspoon | Gyorskorcsolya             | Férfi 500 m        |
| Ezüst | Nemzeti válogatott Jennifer Botterill Thérèse Brisson Cassie Campbell Judy Diduck Nancy Drolet Lori Dupuis Danielle Goyette Geraldine Heaney Jayna Hefford Becky Kellar Katheryn McCormack Karen Nystrom Lesley Reddon Manon Rhéaume France St-Louis Laura Schuler Fiona Smith Vicky Sunohara Hayley Wickenheiser Stacy Wilson | Jégkorong                  | Női                |
| Ezüst | Susan Auch | Gyorskorcsolya             | Női 500 m          |
| Ezüst | Elvis Stojko | Műkorcsolya                | Férfi egyéni       |
| Bronz | Kevin Overland | Gyorskorcsolya             | Férfi 500 m        |
| Bronz | Catriona Le May Doan | Gyorskorcsolya             | Női 1000 m         |
| Bronz | Éric Bédard | Rövidpályás gyorskorcsolya | Férfi 1000 m       |
| Bronz | Christine Boudrias Isabelle Charest Annie Perreault Tania Vicent | Rövidpályás gyorskorcsolya | Női 3000 m váltó   |

## Alpesisí
Férfi
| Versenyző      | Versenyszám            | 1. futam      | 1. futam      | 2. futam | 2. futam | Összesítés    | Összesítés    |
| Versenyző      | Versenyszám            | Idő           | Hely.         | Idő      | Hely.    | Idő           | Helyezés      |
| -------------- | ---------------------- | ------------- | ------------- | -------- | -------- | ------------- | ------------- |
| Thomas Grandi  | Műlesiklás             | nem ért célba | nem ért célba | kiesett  | kiesett  | kiesett       | kiesett       |
| Thomas Grandi  | Óriás-műlesiklás       | kizárták      | kizárták      | kiesett  | kiesett  | kiesett       | kiesett       |
| Edi Podivinsky | Lesiklás               |               |               |          |          | 1:50,71       | 5.            |
| Edi Podivinsky | Szuperóriás-műlesiklás |               |               |          |          | kizárták      | kizárták      |
| Luke Sauder    | Lesiklás               |               |               |          |          | nem ért célba | nem ért célba |
| Brian Stemmle  | Lesiklás               |               |               |          |          | nem ért célba | nem ért célba |
| Brian Stemmle  | Szuperóriás-műlesiklás |               |               |          |          | 1:36,40       | 12.           |
| Kevin Wert     | Lesiklás               |               |               |          |          | 1:52,67       | 19.           |

| Edi Podivinsky | Összetett | 51,48 | 13. | nem ért célba | nem ért célba | kiesett | kiesett | kiesett | kiesett | kiesett | kiesett | kiesett | kiesett |

Női
| Versenyző         | Versenyszám            | 1. futam | 1. futam | 2. futam      | 2. futam      | Összesítés | Összesítés |
| Versenyző         | Versenyszám            | Idő      | Hely.    | Idő           | Hely.         | Idő        | Helyezés   |
| ----------------- | ---------------------- | -------- | -------- | ------------- | ------------- | ---------- | ---------- |
| Kate Pace-Lindsay | Lesiklás               |          |          |               |               | 1:31,30    | 19.        |
| Kate Pace-Lindsay | Szuperóriás-műlesiklás |          |          |               |               | 1:19,89    | 27.        |
| Katerina Tichy    | Műlesiklás             | 47,93    | 23.      | nem ért célba | nem ért célba | kiesett    | kiesett    |
| Mélanie Turgeon   | Lesiklás               |          |          |               |               | 1:31,45    | 22.*       |
| Mélanie Turgeon   | Szuperóriás-műlesiklás |          |          |               |               | 1:19,20    | 20.        |

| Versenyző       | Versenyszám | Lesiklás      | Lesiklás      | Műlesiklás | Műlesiklás | Műlesiklás | Műlesiklás | Műlesiklás | Műlesiklás | Összesítés | Összesítés |
| Versenyző       | Versenyszám | Lesiklás      | Lesiklás      | 1. futam   | 1. futam   | 2. futam   | 2. futam   | Össz.      | Össz.      | Összesítés | Összesítés |
| Versenyző       | Versenyszám | Idő           | Hely.         | Idő        | Hely.      | Idő        | Hely.      | Idő        | Hely.      | Idő        | Helyezés   |
| --------------- | ----------- | ------------- | ------------- | ---------- | ---------- | ---------- | ---------- | ---------- | ---------- | ---------- | ---------- |
| Mélanie Turgeon | Összetett   | nem ért célba | nem ért célba | kiesett    | kiesett    | kiesett    | kiesett    | kiesett    | kiesett    | kiesett    | kiesett    |

* - egy másik versenyzővel azonos eredményt ért el

## Biatlon
Férfi
| Versenyző       | Versenyszám  | Lövőhiba    | Időeredmény | Helyezés |
| --------------- | ------------ | ----------- | ----------- | -------- |
| Steve Cyr       | 10 km sprint | 3 (3+0)     | 30:35,0     | 48.      |
| Steve Cyr       | 20 km egyéni | 6 (0+3+1+2) | 1:04:12,9   | 55.      |
| Kevin Quintilio | 10 km sprint | 3 (2+1)     | 32:32,6     | 66.      |
| Kevin Quintilio | 20 km egyéni | 4 (2+0+1+1) | 1:05:37,2   | 64.      |

Női
| Versenyző                                                | Versenyszám      | Lövőhiba    | Időeredmény | Helyezés |
| -------------------------------------------------------- | ---------------- | ----------- | ----------- | -------- |
| Myriam Bédard                                            | 7,5 km sprint    | 0 (0+0)     | 25:11,3     | 32.      |
| Myriam Bédard                                            | 15 km egyéni     | 3 (1+0+1+1) | 1:02:44,1   | 50.      |
| Michelle Collard                                         | 7,5 km sprint    | 0 (0+0)     | 25:26,1     | 38.      |
| Nikki Keddie                                             | 15 km egyéni     | 5 (1+1+1+2) | 1:08:46,5   | 60.      |
| Kristin Berg Myriam Bédard Nikki Keddie Michelle Collard | 4 × 7,5 km váltó | 3+15        | 1:53:15,0   | 17.      |

## Bob
| Versenyző                                                 | Versenyszám | 1. futam | 1. futam | 2. futam | 2. futam | 3. futam | 3. futam | 4. futam | 4. futam | Összesítés | Összesítés |
| Versenyző                                                 | Versenyszám | Idő      | Hely.    | Idő      | Hely.    | Idő      | Hely.    | Idő      | Hely.    | Idő        | Helyezés   |
| --------------------------------------------------------- | ----------- | -------- | -------- | -------- | -------- | -------- | -------- | -------- | -------- | ---------- | ---------- |
| Pierre Lueders Dave MacEachern                            | Kettes      | 54,56    | 2.       | 54,28    | 1.       | 54,16    | 2.       | 54,24    | 1.       | 3:37,24    | *          |
| Chris Lori Jack Pyc                                       | Kettes      | 54,76    | 5.       | 54,72    | 10.      | 54,71    | 12.      | 54,79    | 14.      | 3:38,98    | 12.        |
| Pierre Lueders Ricardo Greenidge Jack Pyc Dave MacEachern | Négyes      | 53,14    | 10.      | 53,44    | 5.       | 53,81    | 8.**     |          |          | 2:40,39    | 9.*        |
| Chris Lori Ben Hindle Matt Hindle Ian Danney              | Négyes      | 53,52    | 11.      | 53,69    | 13.      | 53,93    | 13.*     |          |          | 2:41,14    | 11.        |

* - egy másik csapattal azonos eredményt ért el

** - két másik csapattal azonos eredményt ért el

## Curling

### Férfi
- Mike Harris
- Richard Hart
- Collin Mitchell
- George Karrys
- Paul Savage

#### Eredmények
Csoportkör
| Nemzet           | Szkip             | Gy | V |
| ---------------- | ----------------- | -- | - |
| Kanada           | Mike Harris       | 6  | 1 |
| Norvégia         | Eigil Ramsfjell   | 5  | 2 |
| Svájc            | Patrick Hürlimann | 5  | 2 |
| Egyesült Államok | Tim Somerville    | 3  | 4 |
| Japán            | Curuga Makoto     | 3  | 4 |
| Svédország       | Peja Lindholm     | 3  | 4 |
| Nagy-Britannia   | Douglas Dryburgh  | 2  | 5 |
| Németország      | Andy Kapp         | 1  | 6 |

- február 9., 14:00

| Sheet C            | Sheet C         | 1 | 2 | 3 | 4 | 5 | 6 | 7 | 8 | 9 | 10 | VE |
| 1. end utolsó köve | Kanada (Harris) | 2 | 0 | 1 | 0 | 1 | 0 | 0 | 2 | 1 | X  | 7  |
|                    | Japán (Curuga)  | 0 | 1 | 0 | 1 | 0 | 1 | 1 | 0 | 0 | X  | 4  |

- február 10., 9:00

| Sheet B            | Sheet B                       | 1 | 2 | 3 | 4 | 5 | 6 | 7 | 8 | 9 | 10 | VE |
| 1. end utolsó köve | Kanada (Harris)               | 3 | 0 | 2 | 0 | 1 | 5 | X | X | X | X  | 11 |
|                    | Egyesült Államok (Somerville) | 0 | 1 | 0 | 2 | 0 | 0 | X | X | X | X  | 3  |

- február 10., 19:00

| Sheet A            | Sheet A                   | 1 | 2 | 3 | 4 | 5 | 6 | 7 | 8 | 9 | 10 | VE |
| 1. end utolsó köve | Kanada (Harris)           | 2 | 0 | 2 | 0 | 1 | 0 | 2 | 3 | X | X  | 10 |
|                    | Nagy-Britannia (Dryburgh) | 0 | 1 | 0 | 1 | 0 | 1 | 0 | 0 | X | X  | 3  |

- február 11., 14:00

| Sheet C            | Sheet C            | 1 | 2 | 3 | 4 | 5 | 6 | 7 | 8 | 9 | 10 | VE |
|                    | Németország (Kapp) | 0 | 0 | 2 | 1 | 0 | 0 | 2 | 1 | 0 | X  | 6  |
| 1. end utolsó köve | Kanada (Harris)    | 2 | 2 | 0 | 0 | 2 | 2 | 0 | 0 | 2 | X  | 10 |

- február 12., 9:00

| Sheet D            | Sheet D           | 1 | 2 | 3 | 4 | 5 | 6 | 7 | 8 | 9 | 10 | VE |
|                    | Kanada (Harris)   | 1 | 0 | 3 | 1 | 0 | 0 | 0 | 1 | 2 | X  | 8  |
| 1. end utolsó köve | Svájc (Hürlimann) | 0 | 1 | 0 | 0 | 1 | 0 | 1 | 0 | 0 | X  | 3  |

- február 12., 19:00

| Sheet B            | Sheet B               | 1 | 2 | 3 | 4 | 5 | 6 | 7 | 8 | 9 | 10 | VE |
|                    | Svédország (Lindholm) | 1 | 0 | 0 | 0 | 1 | 0 | 0 | 0 | 1 | X  | 3  |
| 1. end utolsó köve | Kanada (Harris)       | 0 | 2 | 2 | 0 | 0 | 0 | 1 | 1 | 0 | X  | 6  |

- február 13., 14:00

| Sheet D            | Sheet D             | 1 | 2 | 3 | 4 | 5 | 6 | 7 | 8 | 9 | 10 | VE |
| 1. end utolsó köve | Norvégia (Thoresen) | 0 | 2 | 0 | 0 | 3 | 0 | 4 | 0 | 0 | 1  | 10 |
|                    | Kanada (Harris)     | 2 | 0 | 2 | 0 | 0 | 1 | 0 | 2 | 1 | 0  | 8  |

Elődöntők
- február 14., 18:00

| Sheet D            | Sheet D                       | 1 | 2 | 3 | 4 | 5 | 6 | 7 | 8 | 9 | 10 | VE |
| 1. end utolsó köve | Kanada (Harris)               | 2 | 1 | 1 | 0 | 1 | 2 | 0 | 0 | X | X  | 7  |
|                    | Egyesült Államok (Somerville) | 0 | 0 | 0 | 0 | 0 | 0 | 0 | 1 | X | X  | 1  |

Döntő
- február 15., 17:00

| Sheet C            | Sheet C           | 1 | 2 | 3 | 4 | 5 | 6 | 7 | 8 | 9 | 10 | VE |
| 1. end utolsó köve | Kanada (Harris)   | 0 | 0 | 1 | 0 | 0 | 0 | 2 | 0 | X | X  | 3  |
|                    | Svájc (Hürlimann) | 0 | 2 | 0 | 2 | 2 | 3 | 0 | 0 | X | X  | 9  |

| Csapat | Helyezés |
| ------ | -------- |
| Kanada |          |

### Női
- Sandra Schmirler
- Jan Betker
- Joan McCusker
- Marcia Gudereit
- Atina Ford

#### Eredmények
Csoportkör
| Nemzet           | Szkip                | Gy | V |
| ---------------- | -------------------- | -- | - |
| Kanada           | Sandra Schmirler     | 6  | 1 |
| Svédország       | Elisabet Gustafson   | 6  | 1 |
| Dánia            | Helena Blach Lavrsen | 5  | 2 |
| Nagy-Britannia   | Kirsty Hay           | 4  | 3 |
| Japán            | Ókucu Majumi         | 2  | 5 |
| Norvégia         | Dordi Nordby         | 2  | 5 |
| Egyesült Államok | Lisa Schoeneberg     | 2  | 5 |
| Németország      | Andrea Schöpp        | 1  | 6 |

- február 9., 9:00

| Sheet B            | Sheet B                        | 1 | 2 | 3 | 4 | 5 | 6 | 7 | 8 | 9 | 10 | VE |
|                    | Kanada (Schmirler)             | 0 | 2 | 0 | 3 | 2 | 0 | 0 | 0 | 0 | X  | 7  |
| 1. end utolsó köve | Egyesült Államok (Schoeneberg) | 1 | 0 | 1 | 0 | 0 | 2 | 1 | 1 | 0 | X  | 6  |

- február 9., 19:00

| Sheet D            | Sheet D            | 1 | 2 | 3 | 4 | 5 | 6 | 7 | 8 | 9 | 10 | 11 | VE |
| 1. end utolsó köve | Norvégia (Nordby)  | 0 | 0 | 1 | 0 | 1 | 1 | 0 | 2 | 0 | 0  | 1  | 6  |
|                    | Kanada (Schmirler) | 0 | 1 | 0 | 1 | 0 | 0 | 2 | 0 | 0 | 1  | 0  | 5  |

- február 10., 14:00

| Sheet C            | Sheet C            | 1 | 2 | 3 | 4 | 5 | 6 | 7 | 8 | 9 | 10 | VE |
| 1. end utolsó köve | Japán (Ókucu)      | 1 | 0 | 1 | 0 | 1 | 0 | 0 | 0 | 1 | X  | 4  |
|                    | Kanada (Schmirler) | 0 | 0 | 0 | 2 | 0 | 3 | 1 | 1 | 0 | X  | 7  |

- február 11., 9:00

| Sheet A            | Sheet A            | 1 | 2 | 3 | 4 | 5 | 6 | 7 | 8 | 9 | 10 | VE |
|                    | Kanada (Schmirler) | 0 | 0 | 3 | 0 | 4 | 0 | 0 | 0 | 2 | X  | 9  |
| 1. end utolsó köve | Dánia (Lavrsen)    | 0 | 1 | 0 | 1 | 0 | 1 | 1 | 1 | 0 | X  | 5  |

- február 11., 19:00

| Sheet C            | Sheet C              | 1 | 2 | 3 | 4 | 5 | 6 | 7 | 8 | 9 | 10 | VE |
|                    | Kanada (Schmirler)   | 0 | 0 | 1 | 0 | 4 | 1 | 0 | 2 | X | X  | 8  |
| 1. end utolsó köve | Nagy-Britannia (Hay) | 1 | 0 | 0 | 1 | 0 | 0 | 1 | 0 | X | X  | 3  |

- február 12., 14:00

| Sheet A            | Sheet A                | 1 | 2 | 3 | 4 | 5 | 6 | 7 | 8 | 9 | 10 | VE |
| 1. end utolsó köve | Svédország (Gustafson) | 0 | 2 | 0 | 1 | 0 | 0 | 0 | 1 | 1 | X  | 5  |
|                    | Kanada (Schmirler)     | 0 | 0 | 3 | 0 | 1 | 1 | 2 | 0 | 0 | X  | 7  |

- február 13., 9:00

| Sheet D            | Sheet D              | 1 | 2 | 3 | 4 | 5 | 6 | 7 | 8 | 9 | 10 | VE |
|                    | Kanada (Schmirler)   | 0 | 1 | 0 | 1 | 0 | 3 | 0 | 0 | 3 | X  | 8  |
| 1. end utolsó köve | Németország (Schöpp) | 1 | 0 | 1 | 0 | 2 | 0 | 1 | 0 | 0 | X  | 5  |

Elődöntők
- február 14., 14:00

| Sheet B            | Sheet B              | 1 | 2 | 3 | 4 | 5 | 6 | 7 | 8 | 9 | 10 | VE |
|                    | Kanada (Schmirler)   | 0 | 1 | 0 | 1 | 0 | 1 | 0 | 2 | 0 | 1  | 6  |
| 1. end utolsó köve | Nagy-Britannia (Hay) | 1 | 0 | 1 | 0 | 0 | 0 | 2 | 0 | 1 | 0  | 5  |

Döntő
- február 15., 13:00

| Sheet C            | Sheet C            | 1 | 2 | 3 | 4 | 5 | 6 | 7 | 8 | 9 | 10 | VE |
|                    | Dánia (Lavrsen)    | 0 | 2 | 0 | 0 | 0 | 0 | 2 | 0 | 1 | X  | 5  |
| 1. end utolsó köve | Kanada (Schmirler) | 3 | 0 | 0 | 1 | 1 | 1 | 0 | 1 | 0 | X  | 7  |

| Csapat | Helyezés |
| ------ | -------- |
| Kanada |          |

## Gyorskorcsolya
Férfi
| Versenyző          | Versenyszám | 1. futam | 1. futam | 2. futam | 2. futam | Eredmény | Helyezés |
| Versenyző          | Versenyszám | Idő      | Hely.    | Idő      | Hely.    | Eredmény | Helyezés |
| ------------------ | ----------- | -------- | -------- | -------- | -------- | -------- | -------- |
| Pat Bouchard       | 500 m       | 35,96    | 5.*      | 36,09    | 4.       | 72,05    | 5.       |
| Pat Bouchard       | 1000 m      |          |          |          |          | 1:12,49  | 19.      |
| Sylvain Bouchard   | 500 m       | 35,90    | 4.       | 36,10    | 5.       | 72,00    | 4.       |
| Sylvain Bouchard   | 1000 m      |          |          |          |          | 1:11,29  | 5.       |
| Steven Elm         | 1500 m      |          |          |          |          | 1:52,70  | 25.      |
| Steven Elm         | 5000 m      |          |          |          |          | 6:48,67  | 23.      |
| Mark Knoll         | 5000 m      |          |          |          |          | 6:50,55  | 24.      |
| Kevin Marshall     | 1500 m      |          |          |          |          | 1:52,77  | 26.      |
| Neal Marshall      | 1500 m      |          |          |          |          | 1:52,93  | 30.      |
| Kevin Overland     | 500 m       | 35,78    | 2.       | 36,08    | 3.       | 71,86    |          |
| Kevin Overland     | 1000 m      |          |          |          |          | 1:11,90  | 9.*      |
| Kevin Overland     | 1500 m      |          |          |          |          | 1:52,07  | 20.      |
| Jeremy Wotherspoon | 500 m       | 36,04    | 7.       | 35,80    | 2.       | 71,84    |          |
| Jeremy Wotherspoon | 1000 m      |          |          |          |          | 1:11,39  | 6.       |

Női
| Versenyző            | Versenyszám | 1. futam | 1. futam | 2. futam | 2. futam | Eredmény | Helyezés |
| Versenyző            | Versenyszám | Idő      | Hely.    | Idő      | Hely.    | Eredmény | Helyezés |
| -------------------- | ----------- | -------- | -------- | -------- | -------- | -------- | -------- |
| Susan Auch           | 500 m       | 38,42    | 2.       | 38,51    | 2.       | 76,93    |          |
| Susan Auch           | 1000 m      |          |          |          |          | 1:19,82  | 18.      |
| Sylvie Cantin        | 1000 m      |          |          |          |          | 1:22,46  | 33.      |
| Isabelle Doucet      | 1500 m      |          |          |          |          | 2:06,45  | 29.      |
| Linda Johnson-Blair  | 500 m       | 39,24    | 11.      | 39,57    | 14.      | 78,81    | 13.      |
| Linda Johnson-Blair  | 1000 m      |          |          |          |          | 1:20,42  | 21.      |
| Catriona Le May Doan | 500 m       | 38,39    | 1.       | 38,21    | 1.       | 76,60    |          |
| Catriona Le May Doan | 1000 m      |          |          |          |          | 1:17,37  |          |
| Catriona Le May Doan | 1500 m      |          |          |          |          | 2:02,19  | 13.      |
| Ingrid Liepa         | 1500 m      |          |          |          |          | 2:04,60  | 24.      |
| Ingrid Liepa         | 3000 m      |          |          |          |          | 4:27,99  | 25.      |
| Susan Massitti       | 3000 m      |          |          |          |          | 4:21,66  | 21.      |
| Michelle Morton      | 500 m       | 42,95~   | 36.      | 39,84    | 17.      | 82,79    | 33.*     |
| Cindy Overland       | 3000 m      |          |          |          |          | 4:20,81  | 19.      |

* - egy másik versenyzővel azonos eredményt ért el

~ - a futam során elesett

## Jégkorong

### Férfi
| Kanadai nemzeti férfi jégkorongcsapat-játékoskeret | Kanadai nemzeti férfi jégkorongcsapat-játékoskeret | Kanadai nemzeti férfi jégkorongcsapat-játékoskeret |
| #                                                  | Név                                                | Poszt                                              |
| -------------------------------------------------- | -------------------------------------------------- | -------------------------------------------------- |
| 30                                                 | Martin Brodeur                                     | K                                                  |
| 31                                                 | Curtis Joseph                                      | K                                                  |
| 33                                                 | Patrick Roy                                        | K                                                  |
| 2                                                  | Al MacInnis                                        | V                                                  |
| 4                                                  | Scott Stevens                                      | V                                                  |
| 24                                                 | Chris Pronger                                      | V                                                  |
| 37                                                 | Éric Desjardins                                    | V                                                  |
| 44                                                 | Rob Blake                                          | V                                                  |
| 52                                                 | Adam Foote                                         | V                                                  |
| 55                                                 | Keith Primeau                                      | V                                                  |
| 77                                                 | Ray Bourque                                        | V                                                  |
| 7                                                  | Rob Zamuner                                        | T                                                  |
| 8                                                  | Mark Recchi                                        | T                                                  |
| 14                                                 | Brendan Shanahan                                   | T                                                  |
| 16                                                 | Trevor Linden                                      | T                                                  |
| 17                                                 | Rod Brind'Amour                                    | T                                                  |
| 19                                                 | Steve Yzerman                                      | T                                                  |
| 25                                                 | Joe Nieuwendyk                                     | T                                                  |
| 27                                                 | Shayne Corson                                      | T                                                  |
| 74                                                 | Theoren Fleury                                     | T                                                  |
| 88                                                 | Eric Lindros                                       | T                                                  |
| 91                                                 | Joe Sakic                                          | T                                                  |
| 99                                                 | Wayne Gretzky                                      | T                                                  |

- Posztok rövidítései: K – Kapus, V – Védő, T – Támadó

#### Eredmények
Csoportkör
C csoport
| Csapat           | M | Gy | D | V | G+ | G– | Gk  | P |
| ---------------- | - | -- | - | - | -- | -- | --- | - |
| Kanada           | 3 | 3  | 0 | 0 | 12 | 3  | +9  | 6 |
| Svédország       | 3 | 2  | 0 | 1 | 11 | 7  | +4  | 4 |
| Egyesült Államok | 3 | 1  | 0 | 2 | 8  | 10 | –2  | 2 |
| Fehéroroszország | 3 | 0  | 0 | 3 | 4  | 15 | –11 | 0 |

| 1998. február 13. | Kanada (CAN) | 5 – 0 (0–2, 0–2, 0–1) | Fehéroroszország | The Big Hat/ Aqua Wing Arena, Nagano Nézőszám: 9960 |

|  |  |  |  |  |
|  |  |  |  |  |
|  |  |  |  |  |
|  |  |  |  |  |

| 1998. február 14. | Kanada (CAN) | 3 – 2 (0–1, 3–0, 0–1) | Svédország | The Big Hat/ Aqua Wing Arena, Nagano Nézőszám: 9945 |

|  |  |  |  |  |
|  |  |  |  |  |
|  |  |  |  |  |
|  |  |  |  |  |

| 1998. február 16. | Kanada (CAN) | 4 – 1 (0–1, 0–2, 1–1) | Egyesült Államok | The Big Hat/ Aqua Wing Arena, Nagano Nézőszám: 9863 |

|  |  |  |  |  |
|  |  |  |  |  |
|  |  |  |  |  |
|  |  |  |  |  |

Negyeddöntő
| 1998. február 18. | Kanada (CAN) | 4 – 1 (2–1, 2–0, 0–0) | Kazahsztán | The Big Hat/ Aqua Wing Arena, Nagano Nézőszám: 9602 |

|  |  |  |  |  |
|  |  |  |  |  |
|  |  |  |  |  |
|  |  |  |  |  |

Elődöntő
| 1998. február 20. | Kanada (CAN) | 1 – 2 (sz.) (0–0, 0–0, 1–1, 0–0, 0–1) | Csehország | The Big Hat/ Aqua Wing Arena, Nagano Nézőszám: 9279 |

|  |  |  |  |  |
|  |  |  |  |  |
|  |  |  |  |  |
|  |  |  |  |  |

Bronzmérkőzés
| 1998. február 21. | Finnország (FIN) | 3 – 2 (2–1, 0–1, 1–0) | Kanada | The Big Hat/ Aqua Wing Arena, Nagano Nézőszám: 9875 |

|  |  |  |  |  |
|  |  |  |  |  |
|  |  |  |  |  |
|  |  |  |  |  |

| Csapat | Helyezés |
| ------ | -------- |
| Kanada | 4.       |

### Női
| Kanadai nemzeti női jégkorongcsapat-játékoskeret | Kanadai nemzeti női jégkorongcsapat-játékoskeret | Kanadai nemzeti női jégkorongcsapat-játékoskeret |
| #                                                | Név                                              | Poszt                                            |
| ------------------------------------------------ | ------------------------------------------------ | ------------------------------------------------ |
| 30                                               | Lesley Reddon                                    | K                                                |
| 33                                               | Manon Rhéaume                                    | K                                                |
| 4                                                | Becky Kellar                                     | V                                                |
| 6                                                | Thérèse Brisson                                  | V                                                |
| 9                                                | Fiona Smith                                      | V                                                |
| 21                                               | Judy Diduck                                      | V                                                |
| 77                                               | Cassie Campbell                                  | V                                                |
| 91                                               | Geraldine Heaney                                 | V                                                |
| 3                                                | France St-Louis                                  | T                                                |
| 7                                                | Jennifer Botterill                               | T                                                |
| 12                                               | Lori Dupuis                                      | T                                                |
| 14                                               | Kathy McCormack                                  | T                                                |
| 15                                               | Danielle Goyette                                 | T                                                |
| 16                                               | Jayna Hefford                                    | T                                                |
| 17                                               | Stacy Wilson                                     | T                                                |
| 18                                               | Nancy Drolet                                     | T                                                |
| 22                                               | Hayley Wickenheiser                              | T                                                |
| 27                                               | Laura Schuler                                    | T                                                |
| 61                                               | Vicky Sunohara                                   | T                                                |
| 89                                               | Karen Nystrom                                    | T                                                |

- Posztok rövidítései: K – Kapus, V – Védő, T – Támadó

#### Eredmények
Csoportkör
| Csapat           | M | Gy | D | V | G+ | G– | Gk  | P  |
| ---------------- | - | -- | - | - | -- | -- | --- | -- |
| Egyesült Államok | 5 | 5  | 0 | 0 | 33 | 7  | +26 | 10 |
| Kanada           | 5 | 4  | 0 | 1 | 28 | 12 | +16 | 8  |
| Finnország       | 5 | 3  | 0 | 2 | 27 | 10 | +17 | 6  |
| Kína             | 5 | 2  | 0 | 3 | 10 | 15 | –5  | 4  |
| Svédország       | 5 | 1  | 0 | 4 | 10 | 21 | –11 | 2  |
| Japán            | 5 | 0  | 0 | 5 | 2  | 45 | –43 | 0  |

| 1998. február 8. | Kanada (CAN) | 13 – 0 (3–0, 6–0, 4–0) | Japán | Nagano |

|  |  |  |  |  |
|  |  |  |  |  |
|  |  |  |  |  |
|  |  |  |  |  |

| 1998. február 9. | Kanada (CAN) | 2 – 0 (0–0, 2–0, 0–0) | Kína | Nagano |

|  |  |  |  |  |
|  |  |  |  |  |
|  |  |  |  |  |
|  |  |  |  |  |

| 1998. február 11. | Svédország (SWE) | 3 – 5 (0–2, 2–2, 1–1) | Kanada | Nagano |

|  |  |  |  |  |
|  |  |  |  |  |
|  |  |  |  |  |
|  |  |  |  |  |

| 1998. február 12. | Finnország (FIN) | 2 – 4 (1–1, 1–3, 0–0) | Kanada | Nagano |

|  |  |  |  |  |
|  |  |  |  |  |
|  |  |  |  |  |
|  |  |  |  |  |

| 1998. február 14. | Kanada (CAN) | 4 – 7 (1–1, 0–0, 3–6) | Egyesült Államok | Nagano |

|  |  |  |  |  |
|  |  |  |  |  |
|  |  |  |  |  |
|  |  |  |  |  |

Döntő
| 1998. február 17. | Egyesült Államok (USA) | 3 – 1 (0–0, 1–0, 2–1) | Kanada | Nagano |

|  |  |  |  |  |
|  |  |  |  |  |
|  |  |  |  |  |
|  |  |  |  |  |

| Csapat | Helyezés |
| ------ | -------- |
| Kanada |          |

## Műkorcsolya
| Versenyző                             | Versenyszám  | Rövid program     | Rövid program | Rövid program | Kűr               | Kűr   | Kűr         | Összesítés         | Összesítés |
| Versenyző                             | Versenyszám  | Több. hely. száma | Hely.         | Hely. pont.   | Több. hely. száma | Hely. | Hely. pont. | Helyezési pontszám | Helyezés   |
| ------------------------------------- | ------------ | ----------------- | ------------- | ------------- | ----------------- | ----- | ----------- | ------------------ | ---------- |
| Elvis Stojko                          | Férfi egyéni | 6×2+              | 2.            | 1,0           | 6×3+              | 3.    | 3,0         | 4,0                |            |
| Jeff Langdon                          | Férfi egyéni | 5×16+             | 17.           | 8,5           | 7×11+             | 10.   | 10,0        | 18,5               | 12.        |
| Kristy-Lee Sargeant Kris Wirtz        | Páros        | 6×11+             | 11.           | 5,5           | 9×12+             | 12.   | 12,0        | 17,5               | 12.        |
| Marie-Claude Savard-Gagnon Luc Bradet | Páros        | 7×13+             | 12.           | 6,0           | 8×16+             | 16.   | 16,0        | 22,0               | 16.        |

| Versenyző                      | Versenyszám | Kötelező tánc 1   | Kötelező tánc 1 | Kötelező tánc 1 | Kötelező tánc 2   | Kötelező tánc 2 | Kötelező tánc 2 | Eredeti (original) tánc | Eredeti (original) tánc | Eredeti (original) tánc | Kűr               | Kűr   | Kűr         | Összesítés         | Összesítés |
| Versenyző                      | Versenyszám | Több. hely. száma | Hely.           | Hely. pont.     | Több. hely. száma | Hely.           | Hely. pont.     | Több. hely. száma       | Hely.                   | Hely. pont.             | Több. hely. száma | Hely. | Hely. pont. | Helyezési pontszám | Helyezés   |
| ------------------------------ | ----------- | ----------------- | --------------- | --------------- | ----------------- | --------------- | --------------- | ----------------------- | ----------------------- | ----------------------- | ----------------- | ----- | ----------- | ------------------ | ---------- |
| Shae-Lynn Bourne Victor Kraatz | Jégtánc     | 9×5+              | 5.              | 1,0             | 8×4+              | 4.              | 0,8             | 5×4+                    | 4.                      | 2,4                     | 5×3+              | 3.    | 3,0         | 7,2                | 4.         |
| Chantal Lefebvre Michel Brunet | Jégtánc     | 7×19+             | 19.             | 3,8             | 6×19+             | 19.             | 3,8             | 5×18+                   | 19.                     | 11,4                    | 8×19+             | 19.   | 19,0        | 38,0               | 19.        |

## Rövidpályás gyorskorcsolya
Férfi
| Versenyző                                                | Versenyszám  | Előfutam | Előfutam | Negyeddöntő | Negyeddöntő | Elődöntő | Elődöntő | B döntő | B döntő | Döntő    | Döntő   | Helyezés |
| Versenyző                                                | Versenyszám  | Idő      | Hely.    | Idő         | Hely.       | Idő      | Hely.    | Idő     | Hely.   | Idő      | Hely.   | Helyezés |
| -------------------------------------------------------- | ------------ | -------- | -------- | ----------- | ----------- | -------- | -------- | ------- | ------- | -------- | ------- | -------- |
| Éric Bédard                                              | 500 m        | 43,342   | 1.       | 43,113      | 3.          | kiesett  | kiesett  | kiesett | kiesett | kiesett  | kiesett | 10.      |
| Éric Bédard                                              | 1000 m       | 1:32,975 | 2.       | 1:29,622    | 2.          | 1:36,233 | 2.       |         |         | 1:32,661 | 3.      |          |
| François Drolet                                          | 500 m        | 43,551   | 1.       | kizárták    | kizárták    | kiesett  | kiesett  | kiesett | kiesett | kiesett  | kiesett | 16.      |
| François Drolet                                          | 1000 m       | 1:32,949 | 1.       | 1:32,513    | 3.          | kiesett  | kiesett  | kiesett | kiesett | kiesett  | kiesett | 11.      |
| Marc Gagnon                                              | 500 m        | 43,901   | 2.       | 43,254      | 1.          | 42,780   | 2.       |         |         | 1:15,60  | 4.      | 4.       |
| Marc Gagnon                                              | 1000 m       | 1:30,476 | 2.       | kizárták    | kizárták    | kiesett  | kiesett  | kiesett | kiesett | kiesett  | kiesett | 16.      |
| Éric Bédard Derrick Campbell François Drolet Marc Gagnon | 5000 m váltó |          |          |             |             | 7:05,766 | 1.       |         |         | 7:06,075 | 1.      |          |

Női
| Versenyző                                                        | Versenyszám  | Előfutam | Előfutam | Negyeddöntő | Negyeddöntő | Elődöntő | Elődöntő | B döntő  | B döntő | Döntő    | Döntő    | Helyezés |
| Versenyző                                                        | Versenyszám  | Idő      | Hely.    | Idő         | Hely.       | Idő      | Hely.    | Idő      | Hely.   | Idő      | Hely.    | Helyezés |
| ---------------------------------------------------------------- | ------------ | -------- | -------- | ----------- | ----------- | -------- | -------- | -------- | ------- | -------- | -------- | -------- |
| Isabelle Charest                                                 | 500 m        | 46,085   | 1.       | 46,194      | 2.          | 44,991   | 1.       |          |         | kizárták | kizárták | 7.       |
| Isabelle Charest                                                 | 1000 m       | 1:39,729 | 1.       | 1:37,200    | 1.          | 1:35,741 | 3.       | 1:37,813 | 4.      |          |          | 7.       |
| Annie Perreault                                                  | 500 m        | 45,866   | 2.       | 46,421      | 1.          | 45,612   | 1.       |          |         | 46,568   | 1.       |          |
| Annie Perreault                                                  | 1000 m       | 1:39,128 | 2.       | 1:35,302    | 5.          | kiesett  | kiesett  | kiesett  | kiesett | kiesett  | kiesett  | 14.      |
| Tania Vicent                                                     | 500 m        | 1:10,212 | 4.       | kiesett     | kiesett     | kiesett  | kiesett  | kiesett  | kiesett | kiesett  | kiesett  | 29.      |
| Tania Vicent                                                     | 1000 m       | 1:40,923 | 3.       | kiesett     | kiesett     | kiesett  | kiesett  | kiesett  | kiesett | kiesett  | kiesett  | 23.      |
| Christine Boudrias Isabelle Charest Annie Perreault Tania Vicent | 3000 m váltó |          |          |             |             | 4:24,152 | 2.       |          |         | 4:21,205 | 3.       |          |

## Síakrobatika
Ugrás
| Versenyző        | Versenyszám | Selejtező | Selejtező | Döntő   | Döntő    |
| Versenyző        | Versenyszám | Pont      | Helyezés  | Pont    | Helyezés |
| ---------------- | ----------- | --------- | --------- | ------- | -------- |
| Jeff Bean        | Férfi       | 224,86    | 7.        | 210,77  | 11.      |
| Andy Capicik     | Férfi       | 227,39    | 5.        | 209,01  | 12.      |
| Nicolas Fontaine | Férfi       | 219,60    | 8.        | 216,93  | 10.      |
| Veronica Brenner | Női         | 174,86    | 3.        | 151,15  | 9.       |
| Caroline Olivier | Női         | 133,94    | 19.       | kiesett | kiesett  |

Mogul
| Versenyző         | Versenyszám | Selejtező | Selejtező | Döntő   | Döntő    |
| Versenyző         | Versenyszám | Pont      | Helyezés  | Pont    | Helyezés |
| ----------------- | ----------- | --------- | --------- | ------- | -------- |
| Jean-Luc Brassard | Férfi       | 24,73     | 7.        | 25,52   | 4.       |
| Dominick Gauthier | Férfi       | 23,90     | 17.       | kiesett | kiesett  |
| Ryan Johnson      | Férfi       | 25,12     | 5.        | 25,25   | 7.       |
| Stéphane Rochon   | Férfi       | 24,62     | 8.        | 25,01   | 8.       |
| Tami Bradley      | Női         | 21,28     | 15.       | 15,02   | 16.      |
| Josée Charbonneau | Női         | 18,54     | 24.       | kiesett | kiesett  |
| Ann-Marie Pelchat | Női         | 23,35     | 1.*       | 23,95   | 5.       |

* - egy másik versenyzővel azonos eredményt ért el

## Sífutás
Férfi
| Versenyző                                                 | Versenyszám         | Eredmény      | Helyezés      |
| --------------------------------------------------------- | ------------------- | ------------- | ------------- |
| Yves Bilodeau                                             | 10 km               | 31:56,9       | 75.           |
| Chris Blanchard                                           | 10 km               | 30:37,1       | 51.           |
| Chris Blanchard                                           | 15 km üldözőverseny | 47:44,3       | 56.           |
| Chris Blanchard                                           | 50 km               | 2:26:58,9     | 56.           |
| Donald Farley                                             | 30 km               | 1:50:47,8     | 61.           |
| Donald Farley                                             | 50 km               | nem ért célba | nem ért célba |
| Robin McKeever                                            | 10 km               | 30:32,2       | 48.           |
| Robin McKeever                                            | 30 km               | 1:51:23,5     | 62.           |
| Robin McKeever                                            | 50 km               | 2:28:19,0     | 58.           |
| Guido Visser                                              | 10 km               | 31:50,8       | 71.           |
| Guido Visser                                              | 15 km üldözőverseny | 48:43,5       | 58.           |
| Guido Visser                                              | 30 km               | 1:55:04,1     | 64.           |
| Guido Visser                                              | 50 km               | 2:33:49,7     | 62.           |
| Donald Farley Robin McKeever Chris Blanchard Guido Visser | 4 × 10 km váltó     | 1:49:27,4     | 18.           |

Női
| Versenyző                                                | Versenyszám         | Eredmény  | Helyezés |
| -------------------------------------------------------- | ------------------- | --------- | -------- |
| Jaime Fortier                                            | 5 km                | 21:20,8   | 77.      |
| Sara Renner                                              | 5 km                | 21:02,4   | 74.      |
| Sara Renner                                              | 10 km üldözőverseny | 36:36,7   | 64.      |
| Sara Renner                                              | 30 km               | 1:40:14,6 | 54.      |
| Beckie Scott                                             | 5 km                | 19:32,6   | 47.      |
| Beckie Scott                                             | 10 km üldözőverseny | 33:04,8   | 45.      |
| Beckie Scott                                             | 15 km               | 55:43,7   | 60.      |
| Beckie Scott                                             | 30 km               | 1:35:47,4 | 51.      |
| Milaine Thériault                                        | 5 km                | 19:41,8   | 54.      |
| Milaine Thériault                                        | 10 km üldözőverseny | 34:29,8   | 56.      |
| Milaine Thériault                                        | 15 km               | 55:38,2   | 59.      |
| Marie-Odile Raymond                                      | 15 km               | 56:53,3   | 62.      |
| Marie-Odile Raymond                                      | 30 km               | 1:41:07,2 | 56.      |
| Beckie Scott Milaine Thériault Sara Renner Jaime Fortier | 4 × 5 km váltó      | 1:01:09,9 | 16.      |

## Snowboard
Halfpipe
| Versenyző        | Versenyszám | 1. selejtező | 1. selejtező | 2. selejtező | 2. selejtező | Döntő      | Döntő      | Döntő   | Helyezés |
| Versenyző        | Versenyszám | Pont         | Hely.        | Pont         | Hely.        | 1. forduló | 2. forduló | Össz.   | Helyezés |
| ---------------- | ----------- | ------------ | ------------ | ------------ | ------------ | ---------- | ---------- | ------- | -------- |
| Trevor Andrew    | Férfi       | 24,1         | 36.          | 32,4         | 21.          | kiesett    | kiesett    | kiesett | 29.      |
| Brett Carpentier | Férfi       | 36,3         | 13.          | 41,8         | 1.           | 43,3       | 32,3       | 75,6    | 9.       |
| Derek Heidt      | Férfi       | 35,6         | 16.          | 35,8         | 17.*         | kiesett    | kiesett    | kiesett | 26.      |
| Mike Michalchuk  | Férfi       | 32,3         | 27.          | 41,4         | 2.           | 38,6       | 37,4       | 76,0    | 8.       |
| Lori Glazier     | Női         | 25,9         | 19.          | 26,9         | 14.          | kiesett    | kiesett    | kiesett | 18.      |
| Maëlle Ricker    | Női         | 34,4         | 4.           |              |              | 36,8       | 34,3       | 71,1    | 5.       |
| Tara Teigen      | Női         | 32,9         | 8.           | 33,3         | 6.           | kiesett    | kiesett    | kiesett | 10.      |
| Natasza Zurek    | Női         | 33,9         | 6.           | 11,6         | 21.          | kiesett    | kiesett    | kiesett | 25.      |

Giant slalom
| Versenyző          | Versenyszám | 1. futam      | 1. futam      | 2. futam | 2. futam | Összesítés | Összesítés |
| Versenyző          | Versenyszám | Idő           | Hely.         | Idő      | Hely.    | Idő        | Helyezés   |
| ------------------ | ----------- | ------------- | ------------- | -------- | -------- | ---------- | ---------- |
| Darren Chalmers    | Férfi       | 1:04,09       | 24.           | kizárták | kizárták | kiesett    | kiesett    |
| Mark Fawcett       | Férfi       | nem ért célba | nem ért célba | kiesett  | kiesett  | kiesett    | kiesett    |
| Jasey-Jay Anderson | Férfi       | 59,31         | 1.            | 1:12,02  | 19.      | 2:11,33    | 16.        |
| Ross Rebagliati    | Férfi       | 59,87         | 8.            | 1:04,09  | 2.       | 2:03,96    |            |

## Szánkó
| Versenyző   | Versenyszám | 1. futam | 1. futam | 2. futam | 2. futam | 3. futam | 3. futam | 4. futam | 4. futam | Összesítés | Összesítés |
| Versenyző   | Versenyszám | Idő      | Hely.    | Idő      | Hely.    | Idő      | Hely.    | Idő      | Hely.    | Idő        | Helyezés   |
| ----------- | ----------- | -------- | -------- | -------- | -------- | -------- | -------- | -------- | -------- | ---------- | ---------- |
| Clay Ives   | Férfi egyes | 50,632   | 17.      | 50,348   | 16.      | 50,858   | 21.      | 50,437   | 16.      | 3:22,275   | 15.        |
| Tyler Seitz | Férfi egyes | 50,689   | 19.      | 50,948   | 23.      | 50,400   | 14.      | 50,405   | 14.      | 3:22,442   | 18.        |